# Megachile concolor
Megachile concolor là một loài Hymenoptera trong họ Megachilidae. Loài này được Friese mô tả khoa học năm 1903.